# Rudniški magacin, Idrija
Rudniški magacin je nekdanje žitno skladišče rudnika živega srebra Idrija in ena najstarejših baročnih stavb v Sloveniji. Leži ob trgu sv. Ahacija v središču Idrije. Zgrajen je bil leta 1769.
Idrijski rudnik so z žitaricami zalagali kranjski deželni stanovi. Preskrba z žitom je bila ključnega pomena, saj Idrijsko ni bilo žitno samooskrbno. Tako so do leta 1912 del rudarske plače izplačevali v naturalijah. Ko so ta prispela v Idrijo, so se sprva shranjevala v gradu Gewerkenegg. Načrt za Magacin je leta 1768 pripravil dvorni komisar Hohengarten za ceno 9865 goldinarjev. Izgradnja se je začela naslednje leto. V Magacinu so rudarjem in njihovim družinam žito tudi delili. Objekt je bil poškodovan 25. marca 1945 med drugo svetovno vojno med raketnimi napadi Južnoafriških letalskih sil (SAAF) na Idrijo.
V fasado je vgrajenih več spominskih plošč pomembnim osebnostim iz idrijske zgodovine: v Idriji rojenima rimskokatoliškemu duhovniku in botaniku Francu Hladniku in farmacevtu Henriku Freyerju, geologu Marku Vincencu Lipoldu, čipkarski učiteljici Ivanki Ferjančič, zemljemercu Francu Antonu von Steinbergu, kirurgu ter botaniku Balthasarju Hacquetu in zemljemercu Jožefu Mraku.
Leta 2001 je bil razglašen za spomenik državnega pomena, kot del mestnega jedra Idrije pa je tudi na seznamu UNESCO svetovne dediščine živega srebra Idrije in Almadena.
V Magacinu se danes nahajajo zasebni vojaški muzej, od leta 1971 mestna knjižnica, galerija Magacin in plesni klub.